# Messier 68
Messier 68 (také M68 nebo NGC 4590) je kulová hvězdokupa v souhvězdí Hydry. Objevil ji Charles Messier 9. dubna 1780. Hvězdokupa je od Země vzdálená okolo 33 tisíc světelných let.

## Pozorování

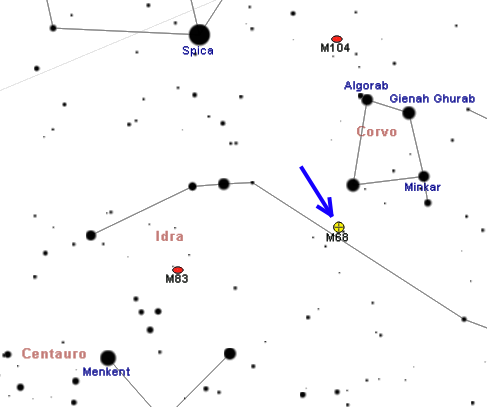
Poloha M 68 v souhvězdí Hydry.

M68 se dá najít bez velkých obtíží přibližně 3,5° jihovýchodně od hvězdy Kraz (β Crv) s magnitudou 2,65 v sousedním souhvězdí Havrana. Pokud je obloha průzračná, dá se hvězdokupa pozorovat i triedrem 10x50, ale malé dalekohledy, například o průměru objektivu 60 mm, v ní nedokážou rozlišit jednotlivé hvězdy. K tomu je zapotřebí použít dalekohled o průměru alespoň 150 mm, pomocí kterého je možné v ní zahlédnout několik hvězd 13. magnitudy. Jako typická kulová hvězdokupa se ukáže v dalekohledech o průměru 200 až 300 mm, kterými se v ní dá rozeznat několik desítek hvězd.
M68 může být pozorována z obou zemských polokoulí, ale pozorovatelé na jižní polokouli jsou velmi zvýhodněni. Poloha hvězdokupy ovšem neumožňuje její pozorování ze severních oblastí, jako například severní Evropy, a v severním mírném pásu zůstává poměrně nízko nad obzorem. Naopak na jižní polokouli vychází vysoko na oblohu. Nejvhodnější období pro její pozorování na večerní obloze je od března do července.

## Historie pozorování
Hvězdokupu objevil Charles Messier 9. dubna 1780 a popsal ji takto: „Mlhovina bez hvězd mezi souhvězdími Havrana a Hydry. Je velmi slabá a dalekohledem těžko pozorovatelná. Blízko ní je hvězda 6. magnitudy.“ Na jednotlivé hvězdy ji roku 1786 rozložil William Herschel. Je zajímavé, že ji dokázal pozorovat tak podrobně, protože v Anglii, tedy na 50. rovnoběžce, vychází tato hvězdokupa na obloze pouze o málo výš než 10° nad obzor. Admirál Smyth ji nedokázal rozložit na hvězdy, ale domníval se, že ji přitažlivé síly uspořádaly do kruhového tvaru.

## Vlastnosti
M68 patří mezi často opomíjené objekty Messierova katalogu, protože má velkou jižní deklinaci a blízko se nachází málo zajímavých objektů. Od Země je vzdálená asi 33 tisíc světelných let a její hvězdy jsou rozprostřené v oblasti o průměru kolem 106 světelných let. Ke Slunci se přibližuje rychlostí 95 km/s. Je v ní známo přinejmenším 42 proměnných hvězd, z nichž 27 je typu RR Lyrae.

### Knihy
- O'MEARA, Stephen James. Deep Sky Companions: The Messier Objects. New York: Cambridge University Press, 1998. Dostupné online. ISBN 0-521-55332-6. (anglicky)

### Mapy hvězdné oblohy
- Toshimi Taki. Taki's 8.5 Magnitude Star Atlas [online]. 2005 [cit. 2018-04-10]. Dostupné v archivu pořízeném dne 2018-11-05. (anglicky) – Atlas hvězdné oblohy volně stažitelný ve formátu PDF.
- TIRION, RAPPAPORT, LOVI. Uranometria 2000.0 - Volume II - The Southern Hemisphere to +6°. Richmond, Virginia, USA: Willmann-Bell, inc., 1987. ISBN 0-943396-15-8.
- TIRION, SINNOTT. Sky Atlas 2000.0. 2. vyd. Cambridge, USA: Cambridge University Press, 1998. ISBN 0-933346-90-5.
- TIRION. The Cambridge Star Atlas 2000.0. 3. vyd. Cambridge, USA: Cambridge University Press, 2001. Dostupné online. ISBN 0-521-80084-6.